# PZL.23 Karaś
PZL.23 Karaś – polski lekki bombowiec i samolot rozpoznawczy (tzw. samolot liniowy), zaprojektowany na początku lat 30. XX wieku przez Stanisława Praussa w Państwowych Zakładach Lotniczych w Warszawie. Podstawowy lekki bombowiec lotnictwa polskiego użyty w kampanii wrześniowej.

## Historia

Silnik Bristol Pegaz VIII eksponowany w MLP w Krakowie

Projekt samolotu PZL.23 powstał w latach 1931–1932 pod kierunkiem inżyniera Stanisława Praussa. Koncepcyjnie maszyna ta wywodziła się z pozostałości francuskiej szkoły, gdzie istniało pojęcie „samolotu liniowego”. Miała to być maszyna do przeprowadzenia rozpoznania w obszarze frontu, z możliwością taktycznego zbombardowania wykrytych sił nieprzyjaciela. Samolot PZL.23 był następcą francuskich maszyn liniowych Breguet XIX i Potez XXV. Pierwszy prototyp oznaczony P.23/I „Karaś”, wyposażony w angielski gwiazdowy silnik Bristol Pegasus IIM o mocy 590 KM (434 kW), został oblatany latem 1934 roku. Próby prototypu ujawniły wiele problemów. Wnętrze samolotu było ciasne (bomby umieszczone wewnątrz kadłuba), a widoczność dla pilota niedostateczna.
W drugim, poprawionym konstrukcyjnie prototypie P-23/II obniżono silnik i przeprojektowano kadłub, umieszczając bomby pod płatem. Kolejny, trzeci prototyp P-23/III miał fotel pilota zainstalowany wyżej w celu poprawienia widoczności. Prototypy zostały skierowane do badań i prób poligonowych w 1935 roku. Podczas prób wykryto drgania ogona typu buffeting. Próbowano je zlikwidować poprzez ruchome sloty, jednak nie dało to rezultatu. Zmiana kąta zaklinowania statecznika poziomego okazała się skuteczna i w seryjnych maszynach zjawisko to już nie występowało. Obydwa prototypy były wyposażone w produkowany na licencji brytyjskiej firmy Bristol silnik gwiazdowy PZL Bristol Pegasus IIM2 o mocy 670 KM. Drugi prototyp utracono podczas prób: doszło do przeciągnięcia i korkociągu po starcie – załoga zginęła w okolicy lotniska Okęcie (por. pilot Aleksander Kremieniecki, por. obs. Tadeusz Odrowąż-Pieniążek i por. rez. obs. Stefan Kłusek). 
Trzeci prototyp stał się wzorcem pierwszej serii 40 samolotów PZL.23A dla polskiego lotnictwa wojskowego. W 1936 roku wyprodukowano 40 egzemplarzy PZL.23A. Okazało się, że silnik typu IIM2 jest jednostką zawodną, dlatego wprowadzono nowy wariant Karasia, PZL.23B, wyposażony w nową jednostkę napędową PZL Bristol „Pegaz” VIII o mocy 710 KM. Od 1936 do 1938 roku wyprodukowano 240 sztuk samolotu w wersji PZL.23B, w które uzbrojono eskadry bombowe i rozpoznawcze (zwane w latach 30. „eskadrami liniowymi”), gdzie zastąpiły dotychczas używane samoloty Breguet XIX i Potez XXV. Jednocześnie egzemplarze serii PZL.23A przeniesiono do szkół lotniczych.
Na potrzeby eksportowe opracowano lepiej uzbrojoną i szybszą wersję PZL.43A napędzaną mocniejszym 14-cylindrowym silnikiem Gnome-Rhône o mocy startowej 760 KM, pozwalającym rozwinąć prędkość 365 km/h i uzbrojoną nie w jeden, ale dwa karabiny maszynowe strzelające do przodu, z których Bułgaria zamówiła 12 egzemplarzy.
Bułgaria zakupiła później kolejne 42 egzemplarze z mocniejszym silnikiem Gnome-Rhône 14N01 o mocy nominalnej 950 KM i maksymalnej 1020 KM, oznaczone jako PZL.43B, z których przed wojną dostarczono 36 sztuk.
Podczas użytkowania Karasia w eskadrach opracowywano następcę – nowy lekki bombowiec PZL.46 Sum będący rozwinięciem PZL.42 z podwójnym usterzeniem pionowym oraz chowaną w kadłubie gondolą bombardiera (zwaną kołyską lub wanną). Przy jego projekcie pracował późniejszy polski konstruktor lotniczy, inż. Tadeusz Sołtyk. Lot pierwszego prototypu odbył się w sierpniu 1938 roku. 28 marca 1939 polski rząd złożył zamówienie na 160 samolotów „Sum A”, których dostawy miały rozpocząć się w czwartym kwartale 1939 roku. Ze względu na pogarszającą się sytuację polityczną zamówienie zwiększono do 300. Jednak przed wybuchem wojny nie dostarczono żadnych wyprodukowanych samolotów do jednostek liniowych.
Samolot wymagał od pilota dobrego przeszkolenia. W początkowym okresie służby (rok 1937) doszło do kilku wypadków śmiertelnych, co spowodowane było głównie dwoma czynnikami: dużym przyrostem (w stosunki do maszyn Breguet XIX i Potez XXV) obciążenia powierzchni płata oraz zbyt małą statecznością boczną (w ślizgu). Skorygowanie błędu pilotażu wiązało się przeważnie ze sporą utratą wysokości. W razie jej braku lub dopuszczenia do przeciągnięcia na małej wysokości dochodziło do wypadków. Wychylenie klap do lądowania sprawiało, iż maszyna stawała się „ciężka na łeb”, co wymagało od pilota użycia trymera. Instytut Techniczny Lotnictwa w piśmie z dnia 21 maja 1938 roku rozesłanym do pułków lotniczych używających Karasi II zalecał, by w trakcie lotów piloci nie przekraczali prędkości maksymalnej 319 km/h. Przy pełnym udźwigu bomb (700 kg) obciążenie mocy było zbyt duże, co owocowało słabym wznoszeniem.
Nazewnictwo samolotu PZL.23 było niekonsekwentne; na ogół na stateczniku wytwórnia oznaczała go skrótem „P23A” / „P23B”, aczkolwiek co do zasady literą „P” oznaczano samoloty myśliwskie. Stosowano też dla wersji A i B nazwy Karaś I / Karaś II, również spotykane na stateczniku.

## Udział w walce

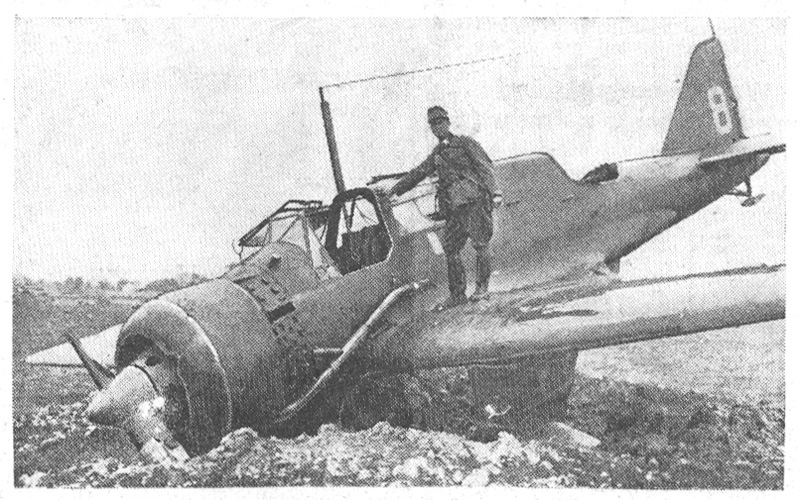
Karaś zestrzelony we wrześniu 1939

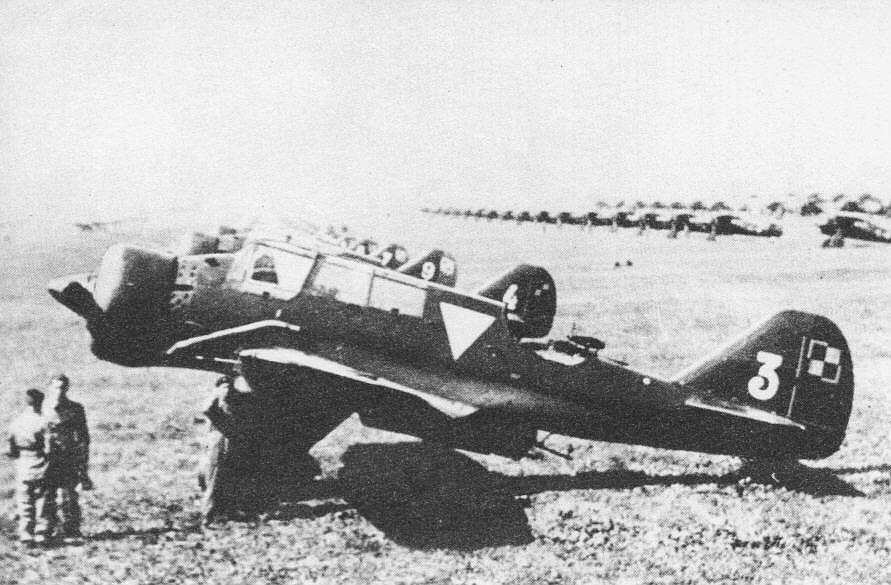
PZL.23A Karaś na lotnisku w Warszawie. Na drugim planie myśliwce PZL P.11 i PZL P.7 ustawione w szeregu

W 1939 roku „Karaś” był konstrukcją starannie dopracowaną, wyposażoną m.in.: w niezależne ogrzewanie kabiny i przenośną lampkę do czytania map i meldunków, ale ustępującą w osiągach samolotom niemieckim. Głównymi mankamentami były mała prędkość, słabe uzbrojenie obronne oraz ograniczona manewrowość obciążonego ładunkiem bomb samolotu. Przystosowany do klasycznego bombardowania z lotu poziomego Karaś stawał się łatwym łupem nieprzyjacielskiej obrony przeciwlotniczej. W trakcie eksploatacji w warunkach polowych często dochodziło też do złamania goleni podwozia głównego. W ten sposób podczas przebazowania na lotnisko polowe 51 eskadra rozpoznawcza utraciła w trakcie międzylądowań 3 samoloty i to jeszcze przed rozpoczęciem działań wojennych. Tylko w czasie ataku 24 eskadry rozpoznawczej na kolumny pancerne wroga (w rejonie miejscowości Podwilk i Jabłonka) załogi zabrały maksymalny ładunek 700 kg bomb. W innych atakach zabierano zazwyczaj 600 kg (6x100 kg lub 4x100 kg + 4x50 kg) albo 400 kg (8x50 kg), sporadycznie 200 kg (16x12,5 kg) bomb. Było to m.in. wynikiem niezbyt dużej mocy silnika, a także pewnego już zużycia silników podczas normalnej służby, a także bardzo złego stanu wielu lotnisk polowych. Najpotężniejszy nalot wykonały samoloty PZL.23 wchodzące w skład 64 i 65 eskadry bombowej 2 września bombardując niemieckie kolumny pancerne w rejonie Truskolas i Wręczycy Wielkiej. 17 Karasi z których każdy zabrał ładunek 600 kg bomb, zbombardowało i ostrzelało z wysokości 600-700 metrów długą na kilkanaście kilometrów kolumnę pojazdów nieprzyjaciela. Bezpośrednio nad celem zostały zestrzelone trzy samoloty. W drodze powrotnej ciężko uszkodzone dwa PZL.23 lądowały w rejonie Radomska, trzy w okolicach Radomia, a cztery powróciły na lotnisko z rannymi bądź poległymi lotnikami. W tym samym dniu sześć Karasi 24 eskadry rozpoznawczej, każdy z ładunkiem 600 kg, bombardowało podobny cel z wysokości 400-500 metrów w rejonie Kłobucka i Częstochowy. 3 września załogi 21 i 22 eskadry bombowej wyszukiwały i niszczyły na drogach wokół Radomska czołgi należące do niemieckiej 1 i 4 Dywizji Pancernej. W trakcie pierwszego nalotu 12 Karasi zostało zaatakowanych przez dziewięć Messerschmitt Bf 109 z I/ZG 2. Skutkiem walki powietrznej było zestrzelenie 4 PZL 23B bez strat ze strony przeciwnika. Podczas drugiego bombardowania 9 Karasi starło się z czterema lub sześcioma Bf 109 z I/JG 76. Strzelcy pokładowi zestrzelili jednego Bf 109, dwa Karasie zostały strącone przez niemieckich pilotów. Bf 109 lądował przymusowo 10 km na południe od Radomska i odniósł uszkodzenia rzędu 30%. Samolot prawdopodobnie udało się naprawić. W obu nalotach każdy z samolotów zabrał ładunek 400 kg bomb. W tym samym czasie w rejonie Radomska pojazdy pancerne obu jednostek bombardowało także dziewięć Karasi z 55 eskadry bombowej. Naczelne Dowództwo uznało, że bombardowania te wstrzymały marsz wojsk niemieckich na dwa dni, lecz były to zbyt optymistyczne szacunki. 
Wyposażony w radiostację o zasięgu 70 km, aparat fotograficzny i dysponujący stosunkowo dużym zasięgiem PZL 23 Karaś sprawdził się jako samolot rozpoznawczy. 4 września załogi 51 eskadry rozpoznawczej wykryły na terenie Prus Wschodnich przegrupowujące się do natarcia na SGO „Narew” oddziały niemieckie, 12 września Karasie 24 eskadry rozpoznawczej zaobserwowały na przedpolach Warszawy zmianę kierunku przemieszczania się wojsk niemieckich. Manewr ten miał za zadanie odciąć nacierające w tym czasie armie „Poznań” i „Pomorze” od Warszawy.
W chwili agresji III Rzeszy na II RP w lotnictwie polskim służyło 120 samolotów PZL.23B. Zgrupowane były w 5 eskadr bombowych po 10 samolotów w każdej, tworzących brygadę bombową, a ponadto po 10 samolotów przydzielono do każdej z 7 armii do zadań rozpoznawczych. Brały one aktywny udział w walkach kampanii wrześniowej wykonując 130 lotów bojowych i zrzucając od 52 do 60 ton bomb.
W walkach wzięło udział pięć z dziewięciu egzemplarzy zamówionych przez Bułgarię maszyn w wersji PZL.43A, których nie zdążono wysłać do odbiorcy. Weszły one w skład 41 eskadry rozpoznawczej. W rezerwie i naprawach znajdowało się dodatkowo około pięćdziesięciu maszyn.

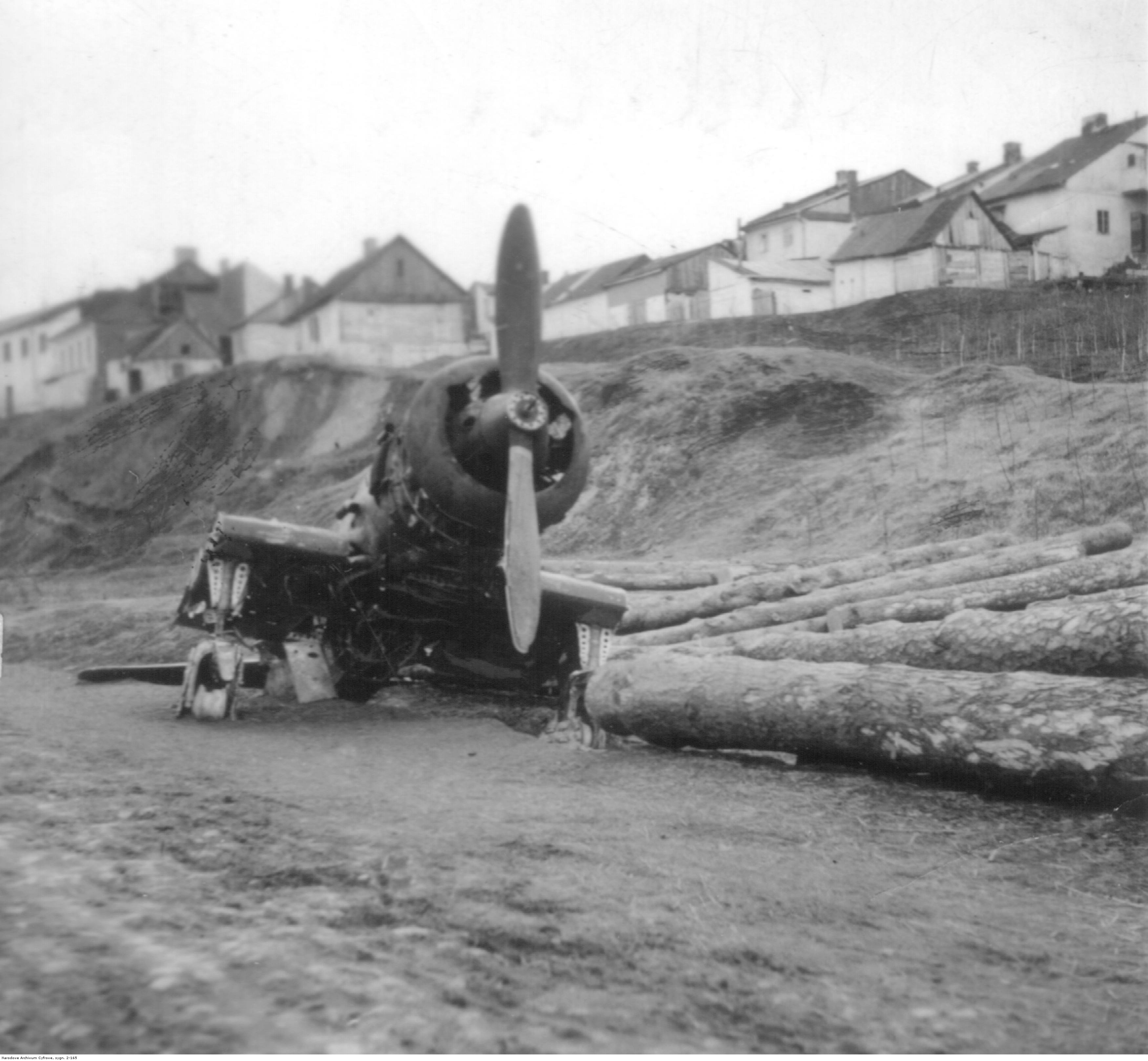
Rozbity samolot P-23B Karaś w Łęcznej

2 września 1939 jeden PZL.23B z 21 eskadry bombowej zbombardował fabrykę w Oławie, dokonując pierwszego ataku bombowego na terytorium Niemiec w II wojnie światowej. 4 września samotny Karaś z 51 eskadry rozpoznawczej ostrzelał i obrzucił bombami niemiecki pociąg przewożący uzbrojenie i sprzęt wojskowy na dworcu w Białej Piskiej na terenie Prus Wschodnich. 20 maszyn rozbiło się podczas startów i lądowań w trudnych warunkach lotnisk polowych. Znaczna część maszyn rezerwowych została zniszczona podczas bombardowania lotnisk w Krakowie i Poznaniu w pierwszych dniach wojny. Łącznie zniszczeniu uległo prawie 90% „Karasi”. Załogi Karasi zestrzeliły: 2 zwiadowcze maszyny Henschel Hs 126, 2 Bf 109 i 1 balon obserwacyjny.
Jedenaście PZL.23B i około dwudziestu PZL.23A zostało ewakuowanych do Rumunii, gdzie zostały internowane przez tamtejsze władze, a później przejęte przez lotnictwo rumuńskie, w szeregach którego wzięły udział w walkach przeciwko ZSRR. Żaden z samolotów nie powrócił do kraju po wojnie, a wszystkie ocalałe maszyny zostały złomowane. Ostatni latał w Rumunii do 1946 roku.

## Opis konstrukcji

Silnik Bristol Pegaz II eksponowany w MLP w Krakowie

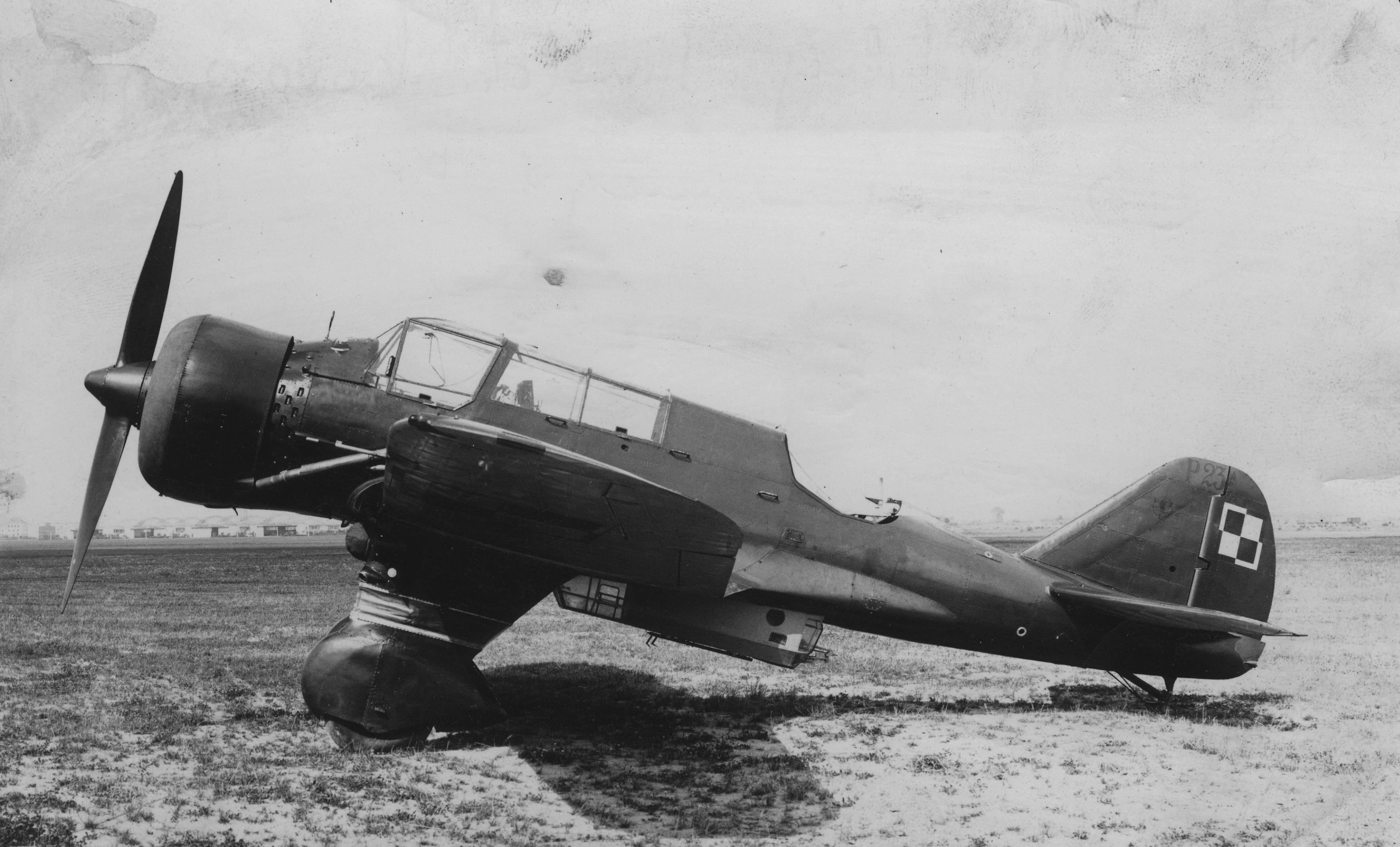
PZL.23A

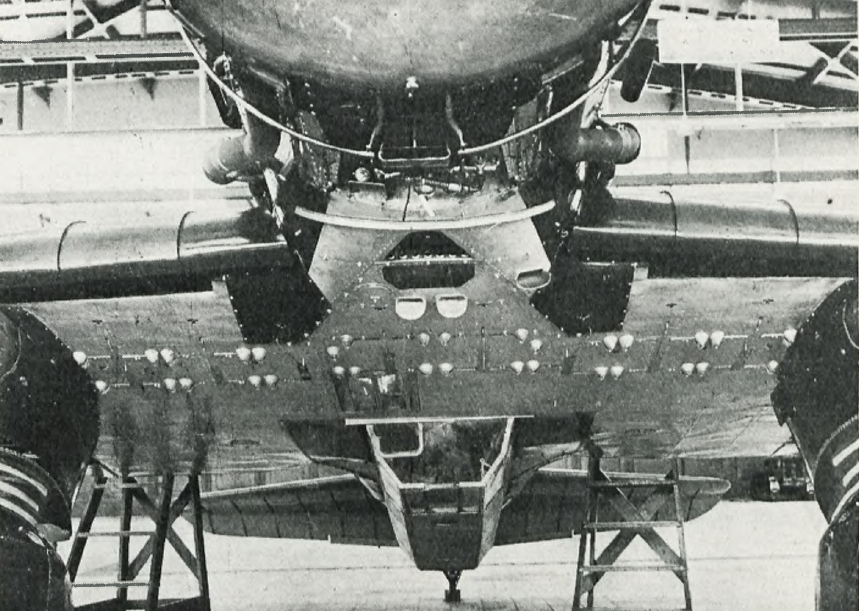
Dół kadłuba PZL.23

Jednosilnikowy wolnonośny dolnopłat o całkowicie metalowej konstrukcji.
Kadłub od miejsca pilota miał konstrukcję ramowo-kratownicową (był wykonany z szeregu ram połączonych podłużnicami o przekroju dwuteowym), za stanowiskiem strzelca miał konstrukcję skorupową o przekroju owalnym. Pokrycie kadłuba wykonano z blach nitowanych do konstrukcji szkieletu. Części pracujące były wzmocnione blachą falistą. Kabiny pilota i obserwatora zakryte, kabina strzelca odkryta. W dolnej części znajdowała się gondola strzelca-bombardiera.
Skrzydło trójdzielne, środkowa część o konstrukcji dwudźwigarowej, skrzydła zewnętrzne z kesonem Misztala. Keson wykonany z blachy falistej. Wyposażone w automatyczne sloty (tylko w wersji PZL-23A), lotki szczelinowe Lachmanna o napędzie różnicowym oraz klapy wychylane do 45°.
Podwozie stałe, dwukołowe z amortyzacją olejowo-powietrzną typu Avia 85 85200 x B lub 85200 x C, płoza ogonowa metalowa z amortyzatorem olejowo-powietrznym typu Avia 30100 PB. Golenie główne amortyzowane, koła wyposażone w hamulce pneumatyczne początkowo Dunlop, następnie PZL typ 10681. Golenie podwozia osłonięte owiewkami, które zdejmowano w okresie słot – chodziło o to, aby błoto nie zamarzło w owiewkach na większej wysokości i nie zablokowało koła podwozia podczas lądowania. Podwozie, mimo solidnego wyglądu, słabo sprawdzało się w warunkach lotnisk polowych.
Usterzenie wolnonośne, półskorupowe, pokrycie wykonane z gładkiej blachy duralowej.
Napęd – w różnych wersjach „Karasia” wykorzystywano silniki: Bristol Pegasus IIM2 (moc normalna: 570 KM, maksymalna: 670 KM); Pegasus VIII (moc startowa: 680 KM, moc nominalna: 650 KM na wysokości 3450 m, maksymalna: 710-720 KM); Gnome-Rhône 14N01 (moc normalna: 950 KM, maksymalna: 1020 KM). Silnik był zabudowany w łożu z blach i kątowników łączącym się z okuciami ramy kadłuba. Silnik był osłonięty osłoną typu Bristol. Paliwo było umieszczone w 6 zbiornikach i zbiorniku opadowym. Samolot zabierał 70 l smaru umieszonego w zbiorniku zabudowanym na łożu silnikowym. Śmigło dwupłatowe, drewniane stałe typu Szomański B-17 IIb.

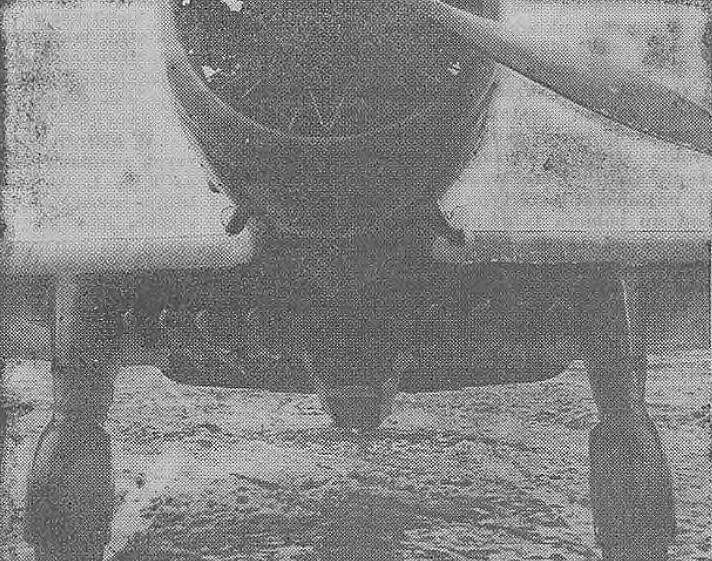
Wyrzutnie bombowe

Załoga 3-osobowa: pilot, obserwator i strzelec. Podczas bombardowania stanowisko bojowe obserwatora-bombardiera znajdowało się w gondoli (zwanej potocznie kołyską) pod kadłubem, dodatkowo wyposażonej w karabin maszynowy do osłony tylnej dolnej półsfery. Bomby podczepiano na wyrzutnikach zamontowanych pod skrzydłami pomiędzy goleniami podwozia głównego. Maksymalna masa ładunku bomb wynosiła 700 kg (6x100kg i 2x50 kg).

## PZL.23 w muzeum
Nie zachował się ani jeden egzemplarz samolotu. W Muzeum Lotnictwa Polskiego w Krakowie eksponowany jest jedynie silnik Karasia.

## Wersje
- PZL.23/I – lekki bombowiec, pierwszy prototyp
- PZL.23/II – lekki bombowiec, drugi prototyp (zniszczony podczas prób w katastrofie 27.07.1935)
- PZL.23/III – lekki bombowiec, trzeci prototyp (poprawki konstrukcyjne)
- PZL.23A – lekki bombowiec
- PZL.23B – lekki bombowiec, wersja z nowym silnikiem
- PZL.42 – lekki bombowiec, prototyp z podwójnym usterzeniem pionowym i chowaną gondolą
- PZL.43 – lekki bombowiec, wersja eksportowa
- PZL.43A – lekki bombowiec, wersja eksportowa z mocniejszym silnikiem